# 许亮
许亮（1980年9月27日—），是已退役的中国足球运动员，曾经进入上海申花一线队名单但是从未获得出场机会。2003年租借至上海中远，之后转会到了上海九城参加甲级联赛，不过2006赛季结束后许亮退役。之後许亮從事塗料貿易。